# ジャーナル・スクエア・トランスポーテーション・センター
ジャーナル・スクエア・トランスポーテーション・センター（Journal Square Transportation Center、JSTC）はアメリカ合衆国ニュージャージー州ジャージーシティにあるマルチモーダル交通ハブである。ケネディ・ブールバード沿いのジャーナル・スクエアにある10階建てのオフィスタワーと店舗街、バスターミナルと2階建ての駐車施設、そしてパストレインのジャーナル・スクエア駅からなる複合施設で、ニューヨーク・ニュージャージー港湾公社が所有している。地下駅の天井は高く、ホームに繋がるメザニンが設けられている。駅の上層には地上階や地上のバス停に出るエスカレーターや駐車場行きエレベーターが多数設けられている。

## 歴史
ジャーナル・スクエア・トランスポーテーション・センターはハドソン・アンド・マンハッタン鉄道（H&M）のサミット・アベニュー駅跡地に建っている。サミット・アベニュー駅は1912年4月14日に開業した。付近一帯は1920年代にジャーナル・スクエアと改称された。
ケネディ・ブールバードと駅を結ぶコンクリート製オープンスパンドレルアーチ橋は1926年に建設されたもので、エイブラハム・バートン・コーエンが提案した、より野心的な橋上広場形式に比べると穏当な設計になっている。橋のデッキ上に設けられたバス停と駅を結ぶ通路がアーチから吊り下げられていたが、道路の中州に設けられていたバス停は撤去されている。
H&Mは1962年に港湾公団ハドソン川横断公社（Port Authority Trans-Hudson、PATH）に買収され、1968年に駅の建て替えが始まった。定礎は1972年9月20日で、ブルータリズム運動末期の1973年・1974年・1975年に段階的に開業した。線路そのものは1834年にベルゲン・ヒルの掘割に敷設されたもので、後にペンシルバニア鉄道ジャージーシティ支線になった。パセーイク・アンド・ハーシマス線の貨物列車が時折ハドソン川の断崖越えのためにこの掘割を通過する。
ジャーナル・スクエア・トランスポーテーション・センターが列車とバスの乗換駅になっていることから、地域の歩行者を減少させ、ジャーナル・スクエア周辺の商業施設から客足を遠のかせているとする声もある
1998年にジャッキー・ロビンソンの銅像が寄贈された。

## 周辺施設
- ジャーナル・スクエア
- バーゲン・スクエア
- インディア・スクエア
- ファイブ・コーナーズ
- 程孫・カウンティー・コミュニティ・カレッジ
- ハドソン・カウンティ・コートハウス
- ローズ・ジャージー・シアター
- マリオンセクション
- スタンリー・シアター
- ビーコン
- セント・ピーターズ大学

## パストレイン
パストレインのジャーナル・スクエア駅はハドソン・アンド・マンハッタン鉄道サミット・アベニュー駅として1912年4月14日に開業した。現在はジャーナル・スクエア-33丁目線の2系統の起終点になっている。ホーム階は島式ホーム2面4線で、内側の2線にジャーナル・スクエア-33丁目線、外側の2線にニューアーク-ワールド・トレード・センター線の列車が停車する。

### 駅構造
| G  | 地上階                                            | エントランス/出口、バスへの乗換口                                         |
| M  | メザニン                                          | エントランス/出口、自動券売機、改札口                                     |
| B2 | 西行線                                            | ← NWK-WTC ニューアーク・ペン駅方面 （ハリソン駅）                         |
| B2 | 島式ホーム、NWK-WTCは左側、JSQ-33は右側ドアが開く |                                                                           |
| B2 | 西行線                                            | ← JSQ-33 / JSQ-33 (via HOB) 降車のみ                                      |
| B2 | 東行線                                            | → JSQ-33 / JSQ-33 (via HOB) 33丁目駅方面 （グローブ・ストリート駅） →     |
| B2 | 島式ホーム、JSQ-33は右側、NWK-WTCは左側ドアが開く |                                                                           |
| B2 | 東行線                                            | → NWK-WTC ワールド・トレード・センター駅方面 （グローブ・ストリート駅） → |

## バス
ニュージャージー・トランジットと民間バス会社がハドソン郡全域とミッドタウンのポート・オーソリティ・バスターミナルとの間の路線バスを運行している。ニューアーク、ハッケンサック、ジャージーショアおよびアトランティックシティへの路線もある。バス停は駅構内やパヴォニア・アベニューおよびシップ・アベニューからアクセス可能なプラットホーム形式になっている。
| 路線/系統                    | 行先                                                                                                | 主要な経由地 |
| ---------------------------- | --------------------------------------------------------------------------------------------------- | --- |
| バーゲン・アベニュー A&Cバス | グリーンヴィル                                                                                      | バーゲン・スクエア マクギンレイ・スクエア バーゲン・アベニュー オールド・バーゲン・ロード                         |
| 1 NJT                        | ニューアーク-アイヴィー・ヒル ニューアーク-アイアンバウンドおよびダウンタウン・ニューアーク経由     | ウェストサイド リンカーン・ハイウェイ フェリー・ストリート/レイモンド・ブールバード マーケット・ストリート 16番街 |
| 2 NJT                        | セカーカス・ジャンクション駅                                                                        | ケネディ・ブールバード カウンティ・アベニュー メドウランズ・パークウェイ                                          |
| 6 NJT                        | グリーンヴィル メリット・ストリート またはラファイエット・ループ リバティ・ステート・パーク         | サミット・アベニュー コミュニポウ・ジャンクション オーシャン・アベニュー                                          |
| 10 NJT                       | ベイヨン JFKブールバードおよび3番通り                                                               | ケネディ・ブールバード                                                                                            |
| 64N 週末運休 NJT             | レイクウッド NJTバスターミナル                                                                      | 国道9号 |
| 67 限定運行 NJT              | トムズリバー パーク・アンド・ライド レイクウッド経由 季節運行：シーサイド・ハイツ                   | 国道9号 州道549号                                                                                                 |
| 80東行 NJT                   | エクスチェンジ・プレイス                                                                            | ニューアーク・アベニュー                                                                                          |
| 80南行 NJT                   | グリーンヴィル 通常運行 ハドソン郡矯正施設 一部運行                                                 | ウェストサイド・アベニュー または リンカーン・ハイウェイ 一部運行                                                 |
| 83 NJT                       | ハッケンサック・バスターミナル                                                                      | サミット・アベニュー バーゲン・ターンパイク トネル・アベニュー 国道46号 メイン・ストリート                        |
| 84 NJT                       | ニュンジェサ ノースバーゲン                                                                         | ニューアーク・アベニュー パリセード・アベニュー バーゲンライン                                                    |
| 87南行 NJT                   | グリーンヴィル ゲイツ・アベニュー                                                                   | バーゲン・スクエア MLKドライブ オールド・バーゲン・ロード                                                         |
| 87北行 NJT                   | ハドソン・プレイス ホーボーケン駅                                                                   | セントラル・アベニュー パリセード・アベニュー HBLR 9番通り-コングレス・ストリート駅 パターソン・プランク・ロード  |
| 88 NJT                       | ニュンジェサ ノースバーゲン                                                                         | ケネディ・ブールバード                                                                                            |
| 119 NJT:日曜運休             | ポート・オーソリティ・バスターミナル 42丁目 (マンハッタン)                                          | ケネディ・ブールバード HBLR 9番通り-コングレス・ストリート駅 14番通り高架橋                                       |
| 125 NJT                      | ポート・オーソリティ・バスターミナル 42丁目 (マンハッタン)                                          | ケネディ・ブールバード マージナル・ハイウェイ                                                                     |
| 319 NJT                      | アトランティックシティ・バスターミナル または ワイルドウッド・バスターミナル 季節運行：ケープ・メイ | ガーデン・ストリート・パークウェイ シー・アイル・シティ行き急行運転 （トムズリバーで停車）                        |
| 440 ショッパー A&Cバス       | ハドソン・モール                                                                                    | マリオン・セクション ウェストサイド・アベニュー 州道440号                                                         |
| ソサエティ・ヒル A&Cバス     | ソサエティ・ヒル                                                                                    | マリオン・セクション ウェストサイド・アベニュー ドロイヤーズ・ポイント                                            |

## 画像

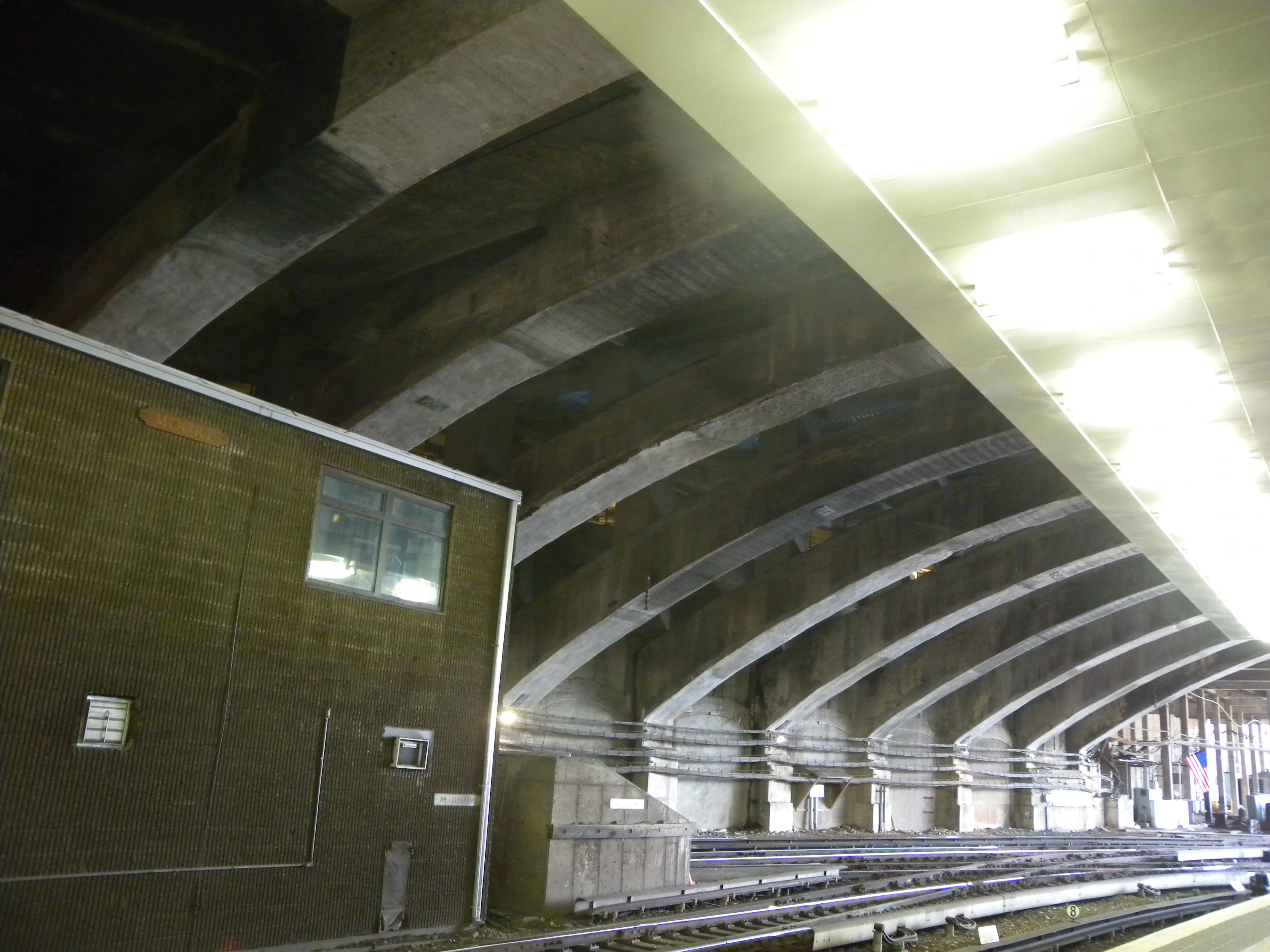
アーチ橋のスパンドレル
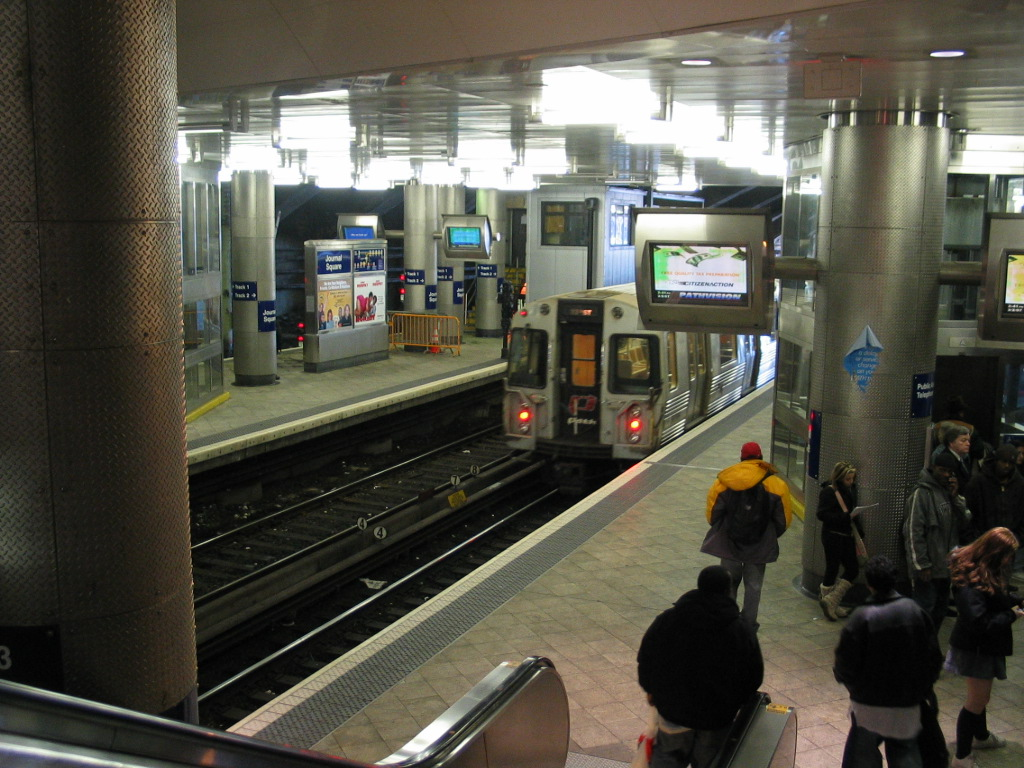
JSQ-33とNWK-WTCの対面乗り換え
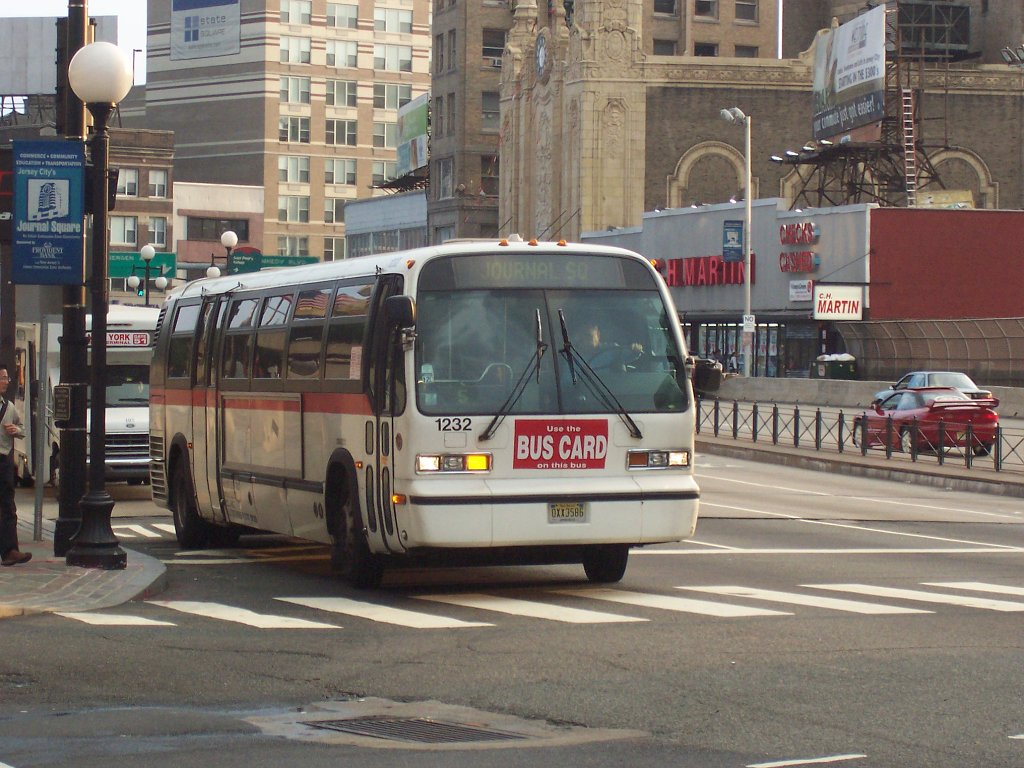
ジャーナル・スクエアからパヴォニア・アベニューに出ようとするバス
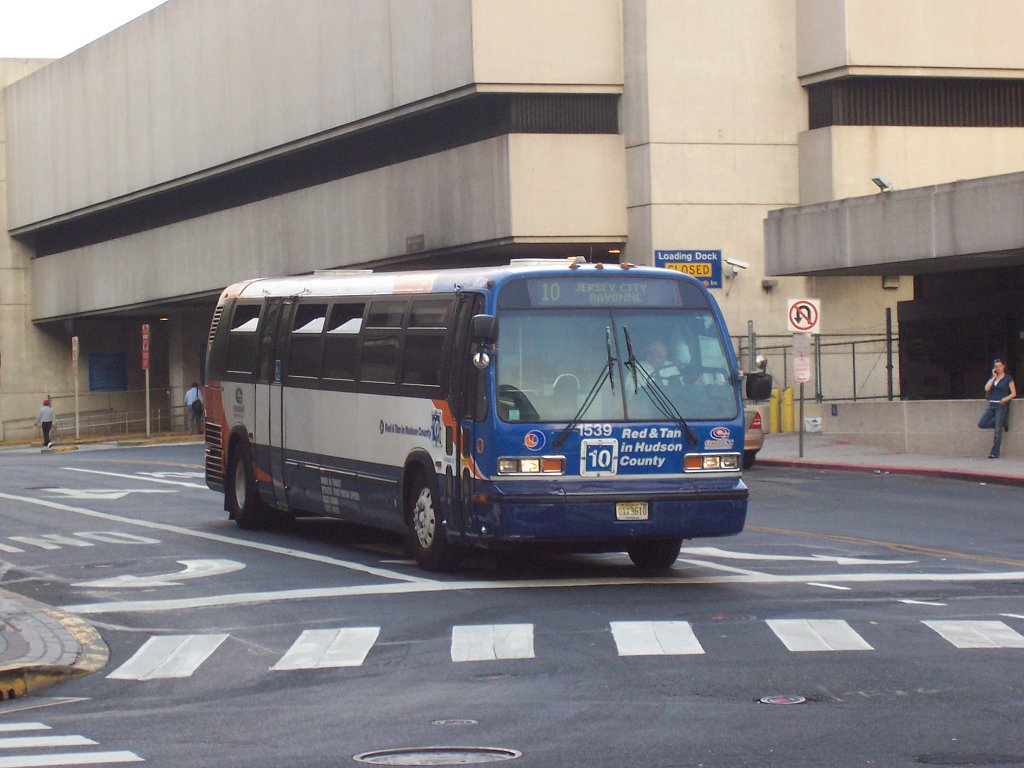
パヴォニア・アベニューを出るバス
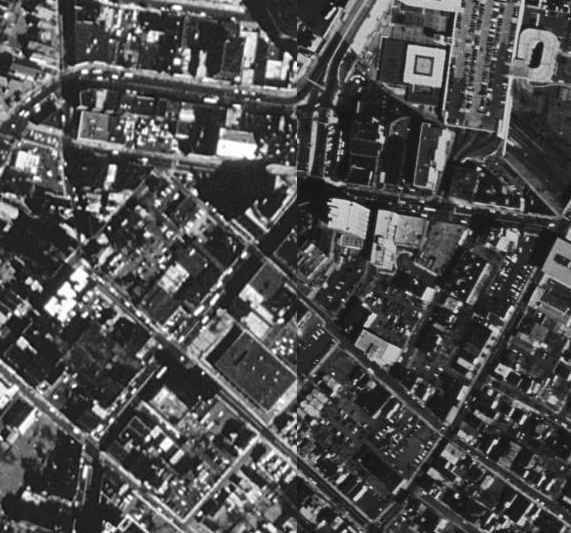
付近の空撮写真。右上方に長円形のスロープと屋上駐車場が見える。